# Минійківська сільська рада
Минійківська сільська рада — колишня адміністративно-територіальна одиниця та орган місцевого самоврядування у Коростишівському районі Малинської і Волинської округ, Київської і Житомирської областей Української РСР та України з адміністративним центром у с. Минійки.

## Населені пункти
Сільській раді підпорядковані населені пункти:
- с. Минійки

## Населення
Станом на 5 грудня 2001 року, відповідно до перепису населення України, кількість мешканців сільської ради становила 400 осіб.

## Склад ради
Рада складається з 14 депутатів та голови.

### Керівний склад сільської ради
| ПІБ                          | Основні відомості                                                                       | Дата обрання | Дата звільнення |
| ---------------------------- | --------------------------------------------------------------------------------------- | ------------ | --------------- |
| Федорко Андрій В"ячеславович | Сільський голова, 1975 року народження, освіта, член народної партії                    | 26.03.2006   | 31.10.2010      |
| Федорко Андрій В'ячеславович | Сільський голова, 1975 року народження, освіта середня спеціальна, член Партії регіонів | 31.10.2010   |                 |

Примітка: таблиця складена за даними джерела

## Історія
Створена 1823 року в с. Минійки Коростишівської волості Радомисльського повіту Київської губернії. 16 січня 1923 року підпорядковано с. Іванівка ліквідованої Іванівської сільської ради Коростишівської волості. 7 березня 1923 року включена до складу новоствореного Коростишівського району Малинської округи. Станом на вересень 1924 року в підпорядкуванні значився хутір Шурша. 6 лютого 1928 року в с. Іванівка відновлено окрему сільську раду. На 1929 рік у підпорядкуванні числився х. Синець. На 1 жовтня 1941 року х. Шурша та не перебував на обліку населених пунктів.
Станом на 1 вересня 1946 року сільська рада входила до складу Коростишівського району Житомирської області, на обліку в раді перебувало с. Минійки.
11 серпня 1954 року, відповідно до указу Президії Верховної ради Української РСР «Про укрупнення сільських рад по Житомирській області», до складу ради включено с. Іванівка ліквідованої Іванівської сільської ради Коростишівського району. 5 березня 1959 року, відповідно до рішення Житомирського ОВК № 161 «Про ліквідацію та зміну адміністративно-територіального поділу окремих сільських рад області», сільську раду ліквідовано, с. Минійки підпорядковане Старосільській сільській раді, с. Іванівка — Березівській сільській раді Коростишівського району. Відновлена 29 вересня 1994 року, відповідно до рішення Житомирської обласної ради «Про утворення Минійківської сільської ради Коростишівського району», в с. Минійки Садівської сільської ради Коростишівського району.
Виключена з облікових даних у 2019 році через об'єднання до складу Старосілецької сільської територіальної громади Коростишівського району Житомирської області.